# فلاديسلاف سيكورسكي
فلاديسلاف أوغينيوز سيكورسكي (البولندي: Władysław Sikorski ؛ 20 مايو 1881 - 4 يوليو 1943) قائدٌ عسكري وسياسي بولندي. الجنرال بالجيش البولندي، ورئيس الوزراء ووزير الشؤون العسكرية للجمهورية البولندية الثانية، القائد الأعلى للقوات المسلحة البولندية المنفى خلال الحرب العالمية الثانية.
قبل الحرب العالمية الأولى ، أسس فلاديسلاف سيكورسكي وشارك في العديد من المنظمات السرية التي عززت قضية استقلال بولندا عن الإمبراطورية الروسية. حارب بكفاءة في الجيوش البولندية خلال الحرب العالمية الأولى ، ولاحقًا في الجيش البولندي المنشأ حديثًا خلال الحرب البولندية السوفيتية من 1919 إلى 1921. في تلك الحرب لعب دورًا بارزًا في معركة وارسو الحاسمة (1920) . في السنوات الأولى للجمهورية البولندية الثانية ، شغل سيكورسكي مناصب حكومية، بما في ذلك شغل منصب رئيس الوزراء (1922 إلى 1923) ووزيراً للشؤون العسكرية (1923 إلى 1924). كل ذلك تغيير ولم تعد له حظوة مع النظام الجديد بعد انقلاب جوزيف بيلسودسكي في مايو 1926 وتثبيت حكومة سانيشين .
خلال الحرب العالمية الثانية، أصبح سيكورسكي رئيس وزراء الحكومة البولندية في المنفى ، والقائد الأعلى للقوات المسلحة البولندية ، ومدافعًا قويًا عن القضية البولندية في المجال الدبلوماسي. وأيد إعادة تأسيس العلاقات الدبلوماسية بين بولندا والاتحاد السوفيتي، والتي كانت قد قطعت بعد الاتفاق السوفيتي مع ألمانيا وغزو بولندا عام 1939 - ومع ذلك، قطع الزعيم السوفيتي جوزيف ستالين العلاقات الدبلوماسية السوفيتية البولندية في أبريل 1943 بعد طلب سيكورسكي من الصليب الأحمر الدولي التحقيق في مذبحة غابات كاتيو.
في يوليو 1943 ، سقطت طائرة تقل سيكورسكي في البحر بعد إقلاعها مباشرة من جبل طارق، مما أدى إلى مقتل جميع من كانوا على متنها باستثناء الطيار. تم التشكيك في الظروف الدقيقة لوفاة سيكورسكي وأدت إلى ظهور عدد من النظريات المختلفة المحيطة بالحادث ووفاته. كان سيكورسكي من أعرق قادة المنفيين البولنديين، وكانت وفاته نكسة شديدة للقضية البولندية.

## روابط خارجية
- فلاديسلاف سيكورسكي على موقع IMDb (الإنجليزية)
- فلاديسلاف سيكورسكي على موقع الموسوعة البريطانية (الإنجليزية)
- فلاديسلاف سيكورسكي على موقع مونزينجر (الألمانية)